# Dél-Korea déli partvidéke menti dinoszaurusz-lelőhelyek
Dél-Korea déli partvidéke menti dinoszaurusz-lelőhelyek az UNESCO világörökségi javaslati listáján 2002 óta szereplő öt dinoszaurusz-lelőhely összefoglaló neve.

## Jellemzői
Dél-Korea déli partvidéke a kréta-kori dinoszaurusztojások és lábnyomok legnagyobb lelőhelye a világon.
Az itt található megkövesedett tojások kiváló állapotban maradtak fenn; Archaeopteryx-lábnyomokat és ősi hártyáslábú, madárszerű dinoszauruszok lábnyomait is felfedezték itt. A közigazgatásilag Joszu (Yeosu)hoz tartozó Szado (Sado) szigeten több mint 3500 lábnyomot fedeztek fel, köztük van egy 84 méter hosszan futó folyamatos lábnyomvonal, amely a leghosszabb egybefüggő dinoszaurusz-lábnyomvonal a világon.
| Helyszínek                                                                        | Tartomány                   | Koordináták                 |
| --------------------------------------------------------------------------------- | --------------------------- | --------------------------- |
| Uhang-ri, Hvaszang-mjon, Henam-kun (Uhang-ri, Hwangsan-myeon, Haenam-gun)         | Dél-Csolla (Jeolla)         | 34°45' N, 126°25' E         |
| Pibong-ri, Tungnjang-mjon, Poszong-kun (Bibong-ri, Deungnyang-myeon, Boseong-gun) | Dél-Csolla (Jeolla)         | 34°45' N, 127°10' E         |
| Szado-ri, Hvadzsong-mjong, Joszu (Sado-ri, Hwajeong-myeon, Yeosu)                 | Dél-Csolla (Jeolla)         | 34°34'-37' N, 127°31'-34' E |
| Szoju-ru, Puk-mjon, Hvaszun-kun (Seoyu-ri, Buk-myeon, Hwasun-gun)                 | Dél-Csolla (Jeolla)         | 35°09'51" N, 127°36'31" E   |
| Tongmjong-ri, Hai-mjon, Koszong-kun (Deongmyeong-ri, Hai-myeon, Goseong-gun)      | Dél-Kjongszang (Gyeongsang) | 34°54' N, 128°08' E         |